# جام قهرمانان آسه‌آن
جام قهرمانان آسه‌آن ۱۹۸۵ یک رقابت بین‌المللی فوتبال بود که به عنوان مرحله مقدماتی جام باشگاه‌های آسیا ۸۶–۱۹۸۵ برگزار می‌شد.
این مسابقات بین تیم‌های قهرمان باشگاه‌های داخلی وابسته به انجمن‌های عضو فدراسیون فوتبال آسه‌آن برگزار شد. این مسابقات در دو مکان در اندونزی برگزار شد. بانک بانکوک قهرمان این مسابقات شد و هر دو تیم بانک بانکوک و کراما یودا تیگا برلیان به جام باشگاه‌های آسیا راه یافتند.

## تاریخچه
این مسابقات به عنوان بخشی از مسابقات منطقه‌ای مختلف آسیا که در مکان‌های متمرکز برگزار می‌شد، تشکیل شد و برندگان این مسابقات منطقه‌ای به مسابقات اصلی که در جده، عربستان سعودی برگزار می‌شد، راه یافتند. قهرمانان کشورهای جنوب شرقی آسیا برای رویارویی با یکدیگر متشکل از تیم‌های اندونزی، تایلند، سنگاپور، مالزی، برونئی، فیلیپین و برمه انتخاب شدند، اما دو تیم فیلیپین و برمه حاضر به حضور در مسابقات نشدند. این مسابقات در جاکارتا و باندونگ در اندونزی برگزار شد. این یک تورنمنت مقدماتی بین کشورهای جنوب شرقی آسیا قبل از شروع مسابقات باشگاهی آسه‌آن بود.

## جدول رده بندی
| رتبه | تیم                            | بازی | برد | مساوی | باخت | گل زده | گل خورده | گل تفاضل | امتیاز | صلاحیت                                 |
| ---- | ------------------------------ | ---- | --- | ----- | ---- | ------ | -------- | -------- | ------ | -------------------------------------- |
| ۱    | کراما یودا تیگا برلیان (H)     | ۴    | ۳   | ۱     | ۰    | ۱۵     | ۱        | ۱۴+      | ۷      | صعود به مرحله گروهی جام باشگاه‌های آسیا |
| ۲    | بانک بانکوک                    | ۴    | ۳   | ۱     | ۰    | ۱۰     | ۲        | ۸+       | ۷      | صعود به مرحله گروهی جام باشگاه‌های آسیا |
| ۳    | تیونگ باهرو                    | ۴    | ۱   | ۱     | ۲    | ۲      | ۷        | ۵−       | ۳      |                                        |
| ۴    | ملاکا                          | ۴    | ۱   | ۱     | ۲    | ۲      | ۷        | ۵−       | ۳      |                                        |
| ۵    | شورای ورزش نیروهای مسلح سلطنتی | ۴    | ۰   | ۰     | ۴    | ۰      | ۱۲       | ۱۲−      | ۰      |                                        |

نکته:  میانمار و  فیلیپین تیمی نفرستادند.
| کراما یودا تیگا برلیان                                           | ۵–۰ | تیونگ باهرو |
| ---------------------------------------------------------------- | --- | ----------- |
| جوکو مالیس ۲۱'، ۹۰' (پنالتی) · بامبانگ نوردیانسیاه ۳۰'، ۵۰'، ۸۱' |     |             |

| ملاکا                  | ۱–۰ | شورای ورزش نیروهای مسلح سلطنتی |
| ---------------------- | --- | ------------------------------ |
| تورایراجو ۵۲' (پنالتی) |     |                                |

| بانک بانکوک                            | ۲–۰ | تیونگ باهرو |
| -------------------------------------- | --- | ----------- |
| تاویوات آکسالا ۳۷' · چالیت سوتابان ۶۲' |     |             |

| کراما یودا تیگا برلیان                                                   | ۷–۰ | شورای ورزش نیروهای مسلح سلطنتی |
| ------------------------------------------------------------------------ | --- | ------------------------------ |
| جوکو مالیس · ادریوس ابراهیم (گل‌به‌خودی) · بامبانگ نوردیانسیاه · رولی نیره |     |                                |

| تیونگ باهرو | ۰–۰ | ملاکا |
| ----------- | --- | ----- |
|             |     |       |

| کراما یودا تیگا برلیان | ۱–۱ | بانک بانکوک       |
| ---------------------- | --- | ----------------- |
| ریستومویو ۴۲'          |     | پیچای کونگسری ۳۷' |

| بانک بانکوک                                                      | ۵–۱ | ملاکا        |
| ---------------------------------------------------------------- | --- | ------------ |
| پیچای کونگسری · چالیت سوتابان · بونوم سوکساوات · تاماویت سیریتام |     | رحیم عبدالله |

| تیونگ باهرو | ۲–۰ | شورای ورزش نیروهای مسلح سلطنتی |
| ----------- | --- | ------------------------------ |
| عبدالله نور |     |                                |

| بانک بانکوک                          | ۲–۰ | شورای ورزش نیروهای مسلح سلطنتی |
| ------------------------------------ | --- | ------------------------------ |
| پیچای کونگسری ۱۰' · ویسوت ویچایا ۸۸' |     |                                |

| کراما یودا تیگا برلیان | ۲–۰ | ملاکا |
| ---------------------- | --- | ----- |
| بامبانگ نوردیانسیاه    |     |       |

## فینال
| کراما یودا تیگا برلیان | ۰–۱ | بانک بانکوک        |
| ---------------------- | --- | ------------------ |
|                        |     | بونوم سوکساوات ۵۴' |

## قهرمان
| قهرمان جام قهرمانان آسه‌آن ۱۹۸۵ |
| ------------------------------ |
| تایلند                         |
| بانک بانکوک                    |